# Melanolophia homofascia
Melanolophia homofascia là một loài bướm đêm trong họ Geometridae.